# Microascus manginii
Microascus manginii är en svampart som först beskrevs av Loubière, och fick sitt nu gällande namn av Curzi 1931. Microascus manginii ingår i släktet Microascus och familjen Microascaceae.   Inga underarter finns listade i Catalogue of Life.